# Berenguer de Tarragona
Berenguer d'Aguiló (? - ?, v. 1175?) fou el fill petit de Robert d'Aguiló i la seva muller Agnès, prínceps de Tarragona.
La primera referència data del 1149, quan, juntament amb els seus germans, ajudava en tasques de govern de Tarragona al seu pare.
Visqué els conflictes entre la seu metropolitana i la seva família. El 1171 assassinà l'Arquebisbe Hug de Cervelló a Tortosa, en venjança pel crim ordenat per l'eclesiàstic contra el germà de Berenguer, Guillem d'Aguiló (assassinat el 1168).
Berenguer i el seu germà Robert s'exiliaren a Mallorca, on escrigueren una carta per al rei Alfons el Cast, on es feien responsables del crim i explicaven tots els actes violents ordenats per l'arquebisbe Cervelló.
El 1173 morí de malaltia el seu germà Robert i poc després, Berenguer rebé el perdó reial i tornà a Tarragona. El 1175 se'n perd la pista.